# Вольтурно
Вольту́рно (итал. Volturno) — река в Южной Италии, протекает по территории областей Молизе и Кампания. Впадает в залив Гаэта Тирренского моря.

## География
Длина 175 км, площадь бассейна 5455 км². Средний расход воды — 70 м³/c. Исток в Абруццких Апеннинах, в провинции Изерния. Течёт в юго-восточном направлении, около Кайаццо в Вольтурно впадает её главный приток Калоре и река поворачивает на юго-запад. В коммуне Кастель-Вольтурно впадает в залив Гаэта Тирренского моря, к северу от Неаполя.
На реке находится город Капуя. Вольтурно используется для ирригации и судоходства. В верхнем течении построены ГЭС.

## История
В древности назвалась Волтурн (лат. Volturnus). Имела большое значение для обеспечения безопасности колонии Volturnum, основанной римлянами в 194 году до н. э. в устье реки. Во время осады римлянами Капуи был построен форт для снабжения армии провиантом. Император Август построил здесь колонию для ветеранов.
В 554 году около реки византийский полководец Нарсес разбил франко-алеманнскую армию во время Готских войн.
Во время похода на юг Италии отряда Джузеппе Гарибальди в 1860 году Франциск II бежал из Неаполя, а неаполитанские войска отошли к Вольтурно. В битве при Вольтурно войска Гарибальди разбили неаполитанские силы в октябре 1860 года, что привело к взятию Капуи.
Река также дала название «линии Вольтурно» — системе немецких укреплений во время Второй мировой войны. 13 октября 1943 года американская 5-я армия форсировала реку, а 8 ноября британцы захватили Изернию, после чего вся долина реки перешла под контроль союзных войск.